# Thénac (Charente-Maritime)
Thénac ist eine westfranzösische Gemeinde mit 1.702 Einwohnern (Stand: 1. Januar 2022) im Département Charente-Maritime in der Region Nouvelle-Aquitaine. Sie gehört zum Arrondissement Saintes und ist Mitglied im Gemeindeverband Saintes - Grandes Rives - L’Agglo. Die Einwohner werden Thénacais und Thénacaises genannt.
Der Pilgerweg (Via Turonensis) nach Santiago de Compostela verläuft auf einem Abschnitt der nordöstlichen Gemeindegrenze.

## Geografie

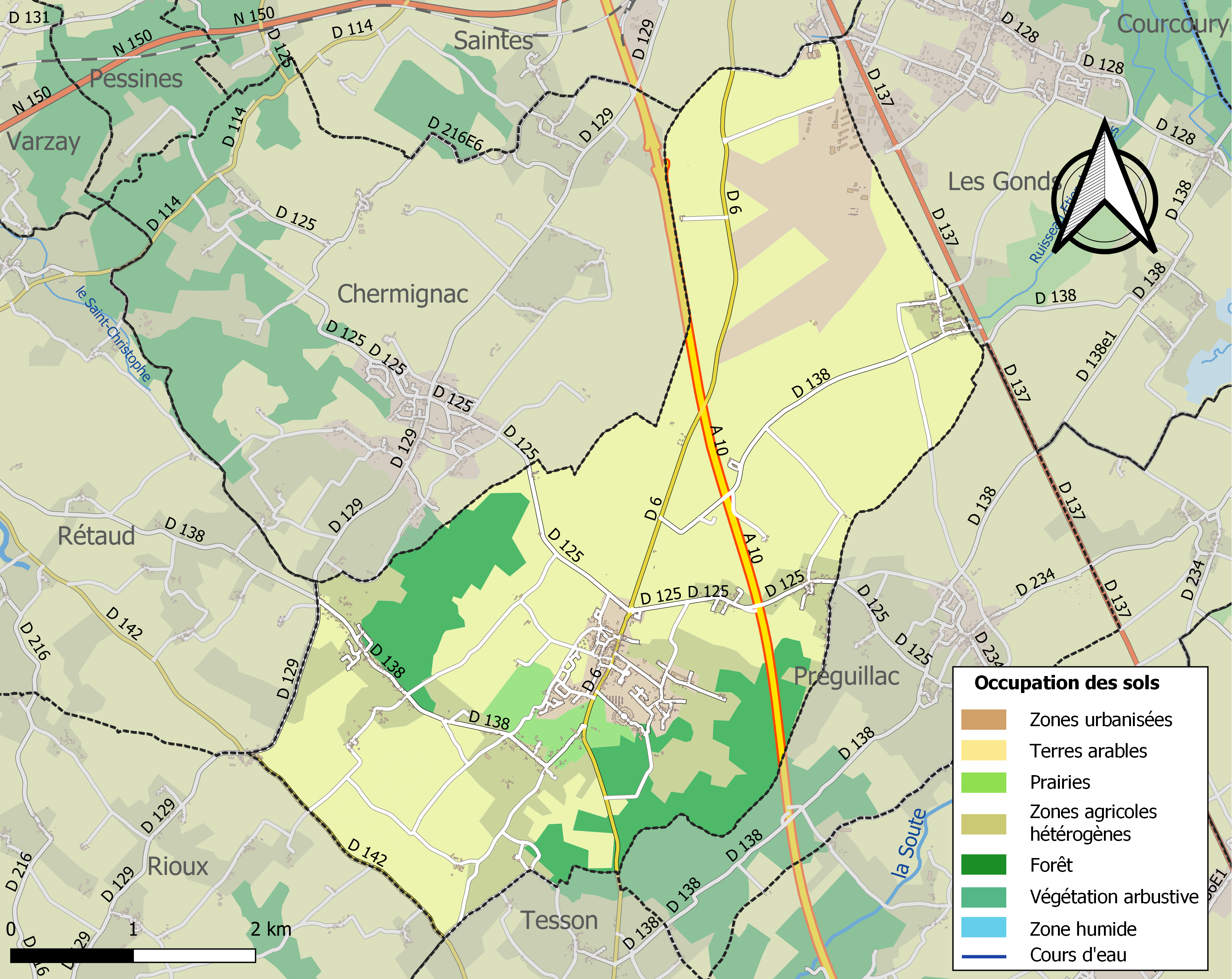
Bodennutzung, Hydrografie und Infrastruktur der Gemeinde (2018)

Thénac liegt in der ehemaligen Provinz Saintonge, etwa neun Kilometer südsüdwestlich von Saintes. Über drei Viertel der Fläche der Gemeinde werden landwirtschaftlich genutzt, 12,4 % sind bewaldet.
Umgeben wird Thénac von den Nachbargemeinden Saintes im Norden, Les Gonds im Nordosten, Préguillac im Osten, Tesson im Süden, Rioux im Südwesten, Rétaud im Westen sowie Chermignac im Nordwesten.

## Geschichte
Der Ursprung des Namens der Gemeinde ist immer noch unklar und geht auf verschiedene Einflüsse zurück: keltisch, gallisch und römisch. Der Name „Tanach“ tauchte im 12. Jahrhundert auf, wandelte sich im Laufe der Jahrhunderte und wurde schließlich im 19. Jahrhundert zu „Thenac“. Die Schreibweise „Thénac“ wurde vom Gemeinderat endgültig übernommen und 1965 vom Präfekten bestätigt.
Aus der Altsteinzeit stammen kreisförmige Schaber, Abbevillien-Spitzen und mehrere Neandertaler-Faustkeile im südlichen Teil der Gemeinde. Ende des 19. Jahrhunderts durchgeführte Ausgrabungen brachten Überreste eines jungsteinzeitlichen Dorfes auf dem Peu-Richard-Hügel zu Tage, das einer ausgedehnten Zivilisation im westlichen Zentralfrankreich ihren Namen gab. Mehrere Römerstraßen durchzogen das Gebiet, eine davon im Westen erschloss die Lourdines-Steinbrüche, die in den 2000er Jahren modernisiert wurden.
Das zentrale Dorf wurde im Mittelalter aus einer gallorömischen Villa im heutigen Gemeindegebiet erbaut. Der Weinanbau, der zur gleichen Zeit im Weiler Les Arènes entstand, nahm im Jahr 1860 mehr als 50 % des Territoriums ein und veränderte die Stadt durch den Bau zahlreicher „Herrenhäuser“. Getreide- und Milchwirtschaft ersetzten nach der Reblauskrise den Weinanbau.
Die Einführung der Straßenbahnlinie Saintes-Mortagne Ende der 1890er Jahre veränderte das Dorfleben tiefgreifend, ohne jedoch die Landflucht zu verhindern. Die 1938 gegründete Fabrik Hispano-Suiza wurde in der Nachkriegszeit in einen Luftwaffenstützpunkt umgewandelt und 1961 mit einer Militärschule ausgestattet, in der noch heute zukünftige Unteroffiziere der Luft- und Raumfahrt ausgebildet werden.

## Bevölkerungsentwicklung
| Jahr                       | 1962 | 1968 | 1975 | 1982 | 1990 | 1999 | 2006 | 2013 | 2020 |
| Einwohner                  | 673  | 705  | 710  | 807  | 922  | 1082 | 1582 | 1638 | 1696 |
| Quellen: Cassini und INSEE |      |      |      |      |      |      |      |      |      |

## Sehenswürdigkeiten
- Keltische Nekropole Paban-les-Arènes
- Reste der römischen Siedlung in Les Arènes, seit 1912 als Monument historique klassifiziert, gallo-römisches Amphitheater seit 1990 als Monument historique klassifiziert
- Romanische Kirche Saint-Pierre
- Ehemaliges Priorat Saint-Jean in Les Arènes
- Schloss Mauguier, 1873–1875 erbaut

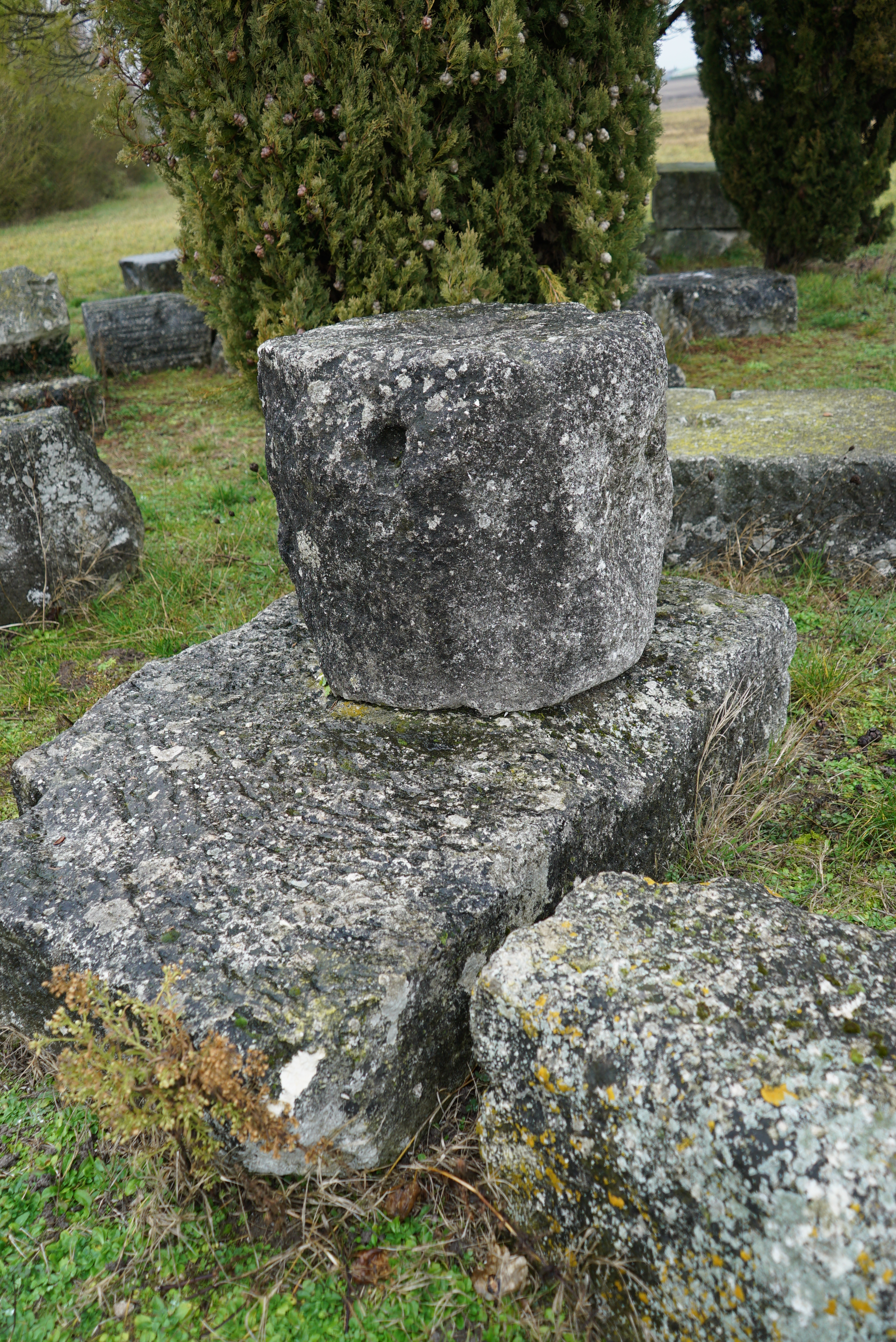
Überbleibsel aus der römischen Zeit
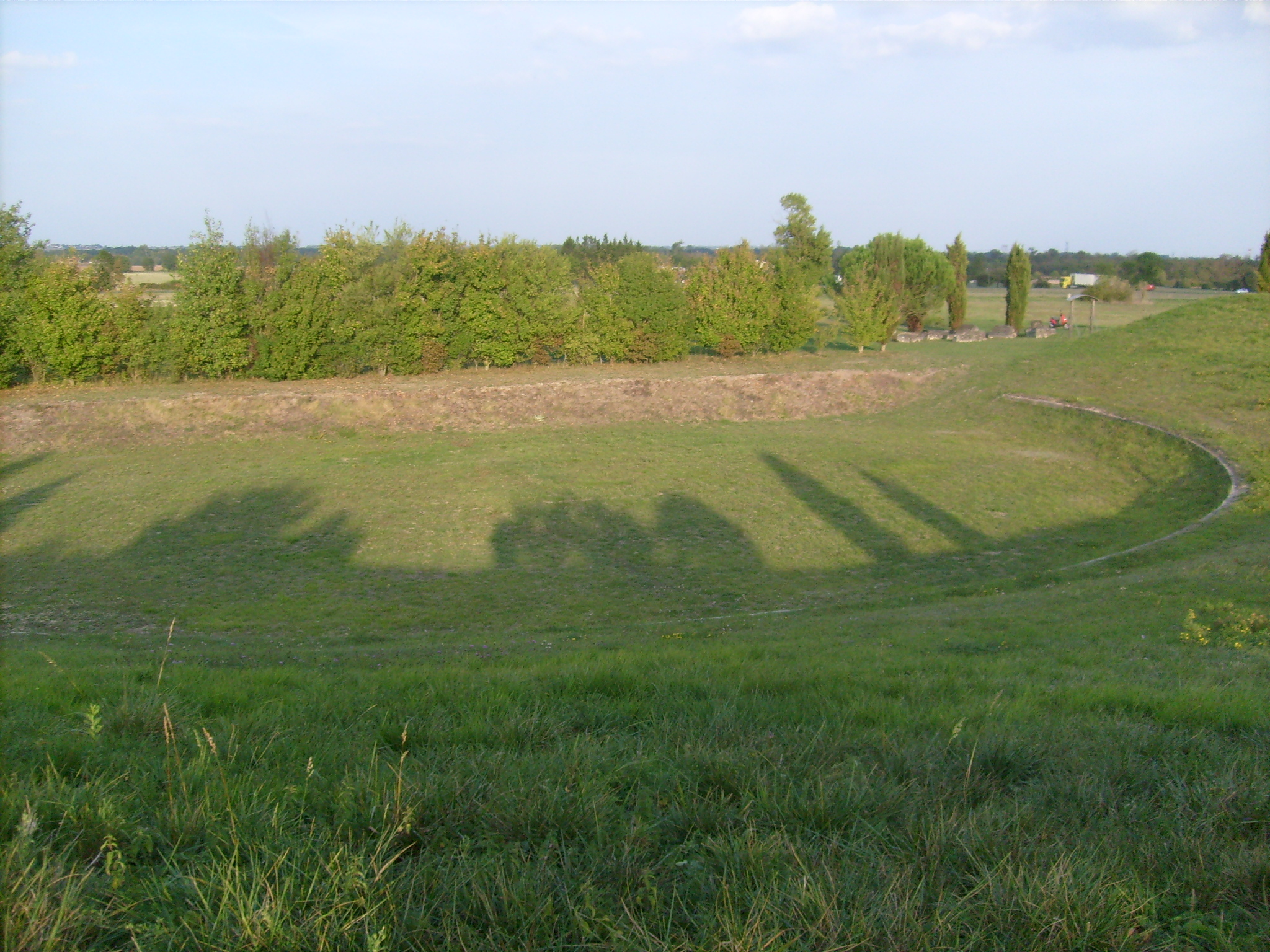
Gallo-römisches Amphitheater
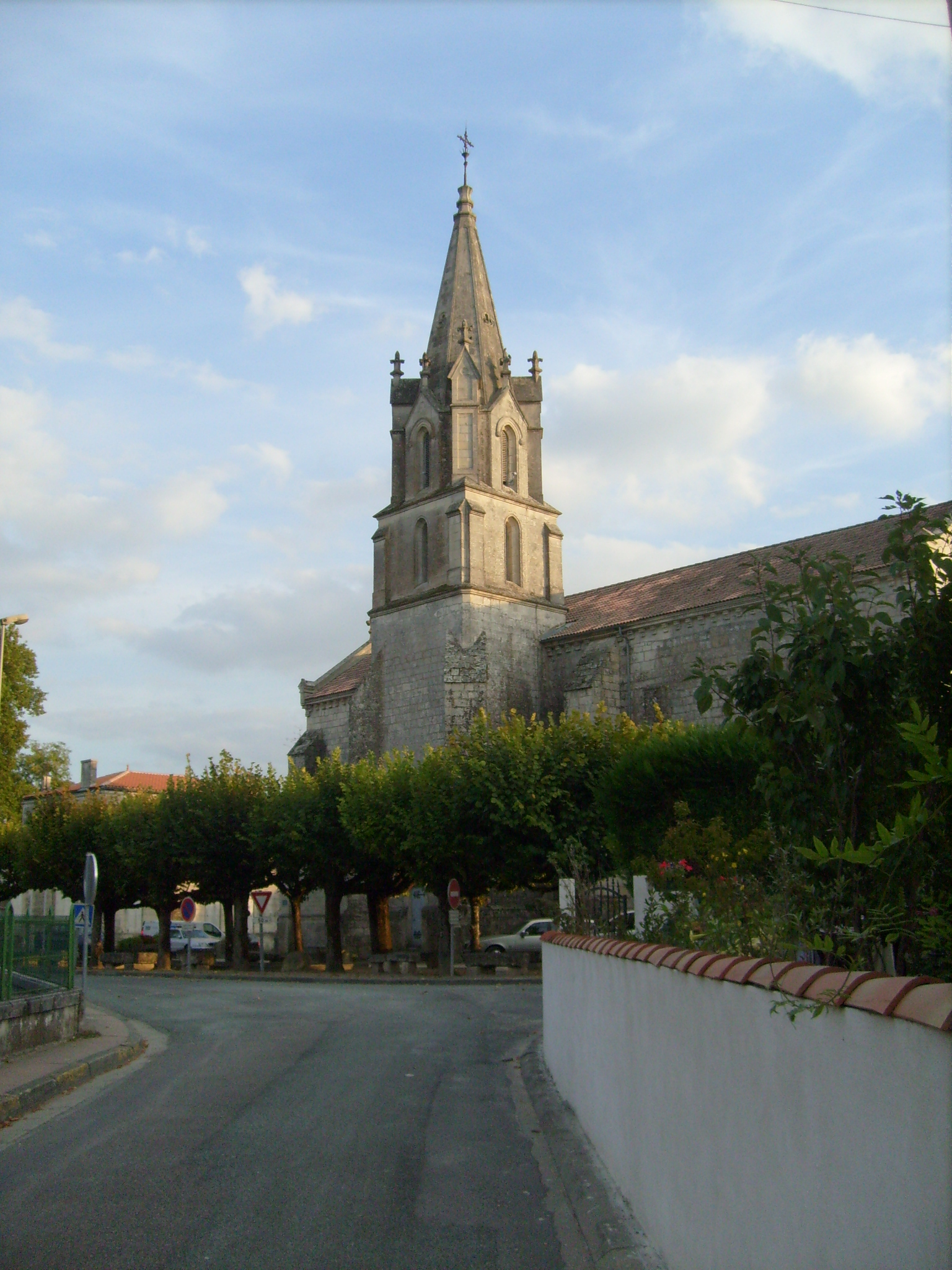
Kirche Saint-Pierre
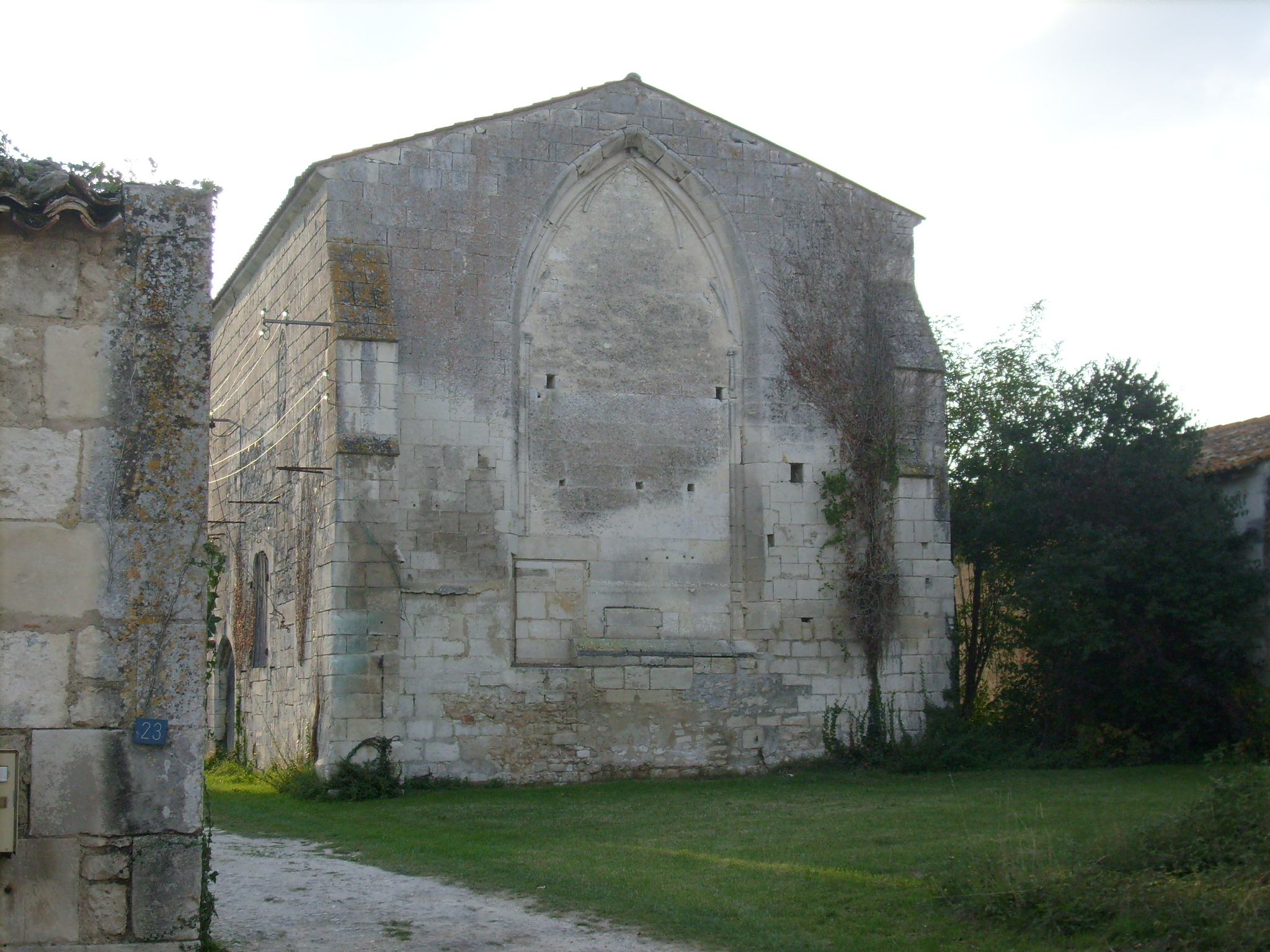
Kapelle des ehemaligen Priorats

## Verkehr
Durch die Gemeinde verläuft die Autoroute A10 „L’Aquitaine“ von Paris nach Bordeaux ohne Anschlussstelle. Im Gemeindegebiet liegt der Flugplatz Saintes-Thénac.

## Persönlichkeiten
- Eugène Eschassériaux (1823–1906), französischer Politiker, Bürgermeister von Thénac von 1850 bis 1904
- Louis Dugauguez (1918–1991), französischer Fußballspieler, geboren in Thénac